# Il fuoco della vendetta (romanzo)
Il fuoco della vendetta (Ghost Fire) è un romanzo d'avventura di Wilbur Smith, scritto in collaborazione con Tom Harper. È cronologicamente posto in successione al romanzo Orizzonte.

## Trama
Siamo nel 1754 a Madras e Theodore (Theo) e Constance (Connie) sono fratello e sorella adolescenti, figli dei ricchi commercianti Mansur e Verity Courtney. I cugini Mansur e Jim Courtney, protagonisti dei libri precedenti, hanno imboccato strade diverse e si sono lasciati in disaccordo; in particolare Dorian, padre di Mansur, è ripartito verso l'Oman per riconquistarne il trono, trovando la morte, mentre Jim, con sua moglie Louise, vivono e commerciano in Africa, non avendo seguito il cugino in questa avventura.
L'assalto francese a Madras provoca la morte dei loro genitori e il loro trasferimento Calcutta, dove vengono ospitati da Gerard, loro lontano cugino (suo padre, il barone Christopher, è anch'egli cugino di Mansur e Jim, e si trova a Londra in quanto erede del titolo nobiliare dei Courtney). Il periodo è quello della Guerra dei sette anni e nel 1756 l'esercito francese conquista Calcutta compiendo una strage di civili (l'episodio storico è conosciuto come il buco nero di Calcutta, e la città venne riconquistata nel 1757, nella Battaglia di Plassey). 
Dopo la strage, i tre cugini riescono a salvarsi, ma Theo ritiene Constance morta e abbandona l'India per l'America del Nord, dove combatterà per l'esercito inglese contro i francesi, mentre Constance, che invece ritiene di essere abbandonata dal fratello, al seguito dell'esercito francese riesce a trasferirsi prima in Francia e poi nel Nord America.

## Edizioni italiane
- Wilbur Smith, Tom Harper, Il fuoco della vendetta, traduzione di Sara Caraffini, Milano, HarperCollins, 16 marzo 2020,  p. 544, ISBN 978-88-690-5545-4.

- Wilbur Smith, Tom Harper, Il fuoco della vendetta, traduzione di Sara Caraffini, Milano, HarperCollins, 28 gennaio 2021,  p. 512, ISBN 9788869058905.

- Wilbur Smith, Tom Harper, Il fuoco della vendetta, traduzione di Sara Caraffini, Milano, HarperCollins, 3 marzo 2022,  p. 519, ISBN 9791259850652.